# Bains
Die französische Gemeinde Bains liegt im Département Haute-Loire in der Region Auvergne-Rhône-Alpes. Der Ort mit 1387 Einwohnern (Stand 1. Januar 2022) liegt am historischen Verlauf des französischen Jakobsweges Via Podiensis.

## Geografie
Bains liegt im Zentralmassiv an der D589 etwa 10 Kilometer südwestlich von Le Puy-en-Velay  an der römischen Via Bollène, die Lyon und Toulouse verband. Die nächsten französischen Großstädte sind Lyon (118 km) im Nordosten, Toulouse (243 km) im Südwesten, Bordeaux (344 km) im Westen und Montpellier (156 km) im Süden.

## Bevölkerungsentwicklung
| Jahr                       | 1962 | 1968 | 1975 | 1982 | 1990 | 1999 | 2010 | 2018 |
| Einwohner                  | 903  | 859  | 852  | 841  | 917  | 1030 | 1270 | 1364 |
| Quellen: Cassini und INSEE |      |      |      |      |      |      |      |      |

## Sehenswürdigkeiten
- Von einer Burg sind nur Überreste erhalten. Neben einem eisernen Kreuz nahe der Kirche gibt es gepflegte alte Häuser zu sehen.

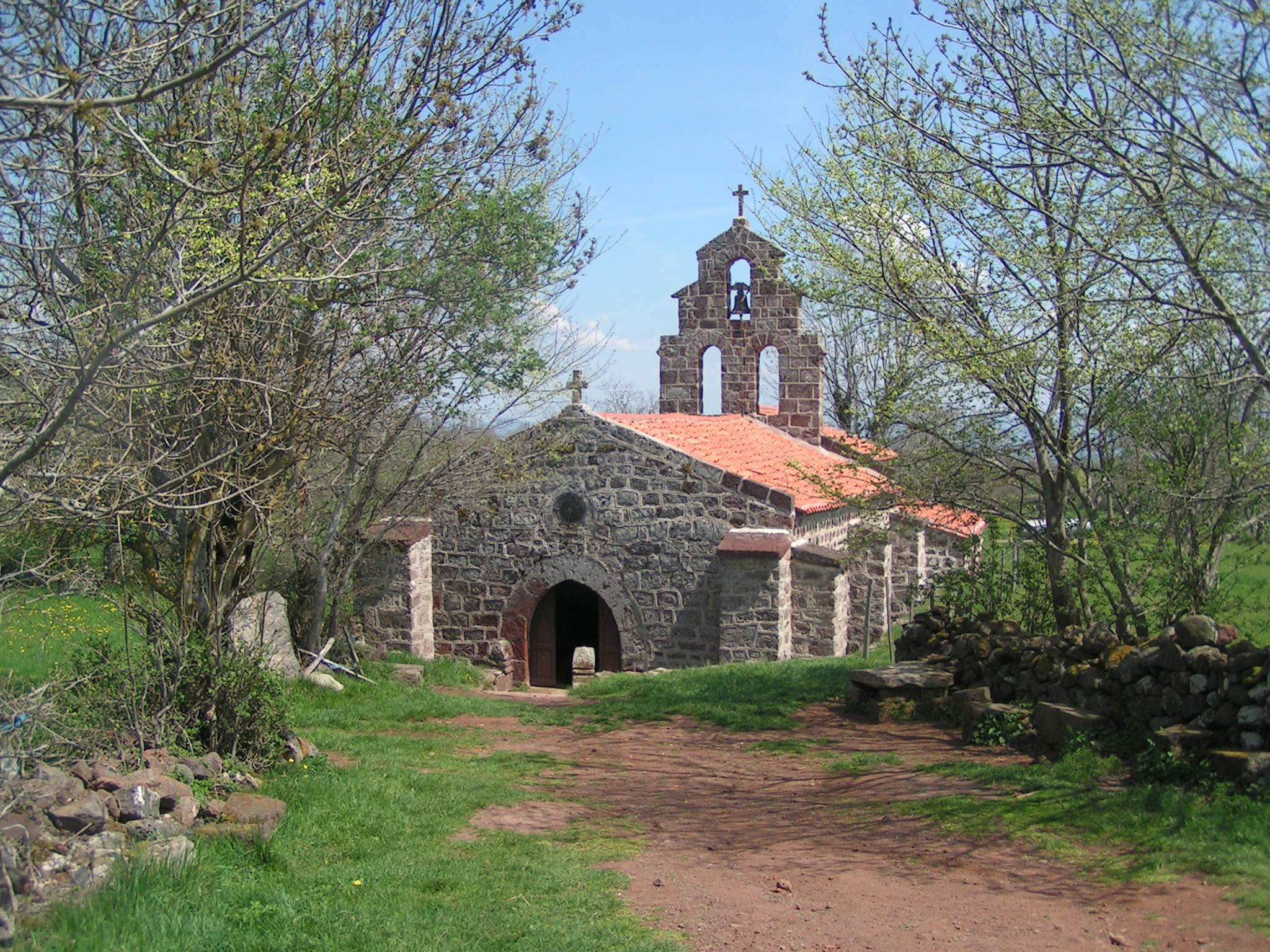
Kapelle Saint-Roch à Montbonnet

- Die romanische Pfarrkirche des heiligen Martial von Bains stammt aus dem 12. und 13. Jahrhundert. Bis 1613 war sie der mächtigen Abtei von Conques unterstellt. Ursprünglich war sie der heiligen Fides (St. Foy) geweiht.

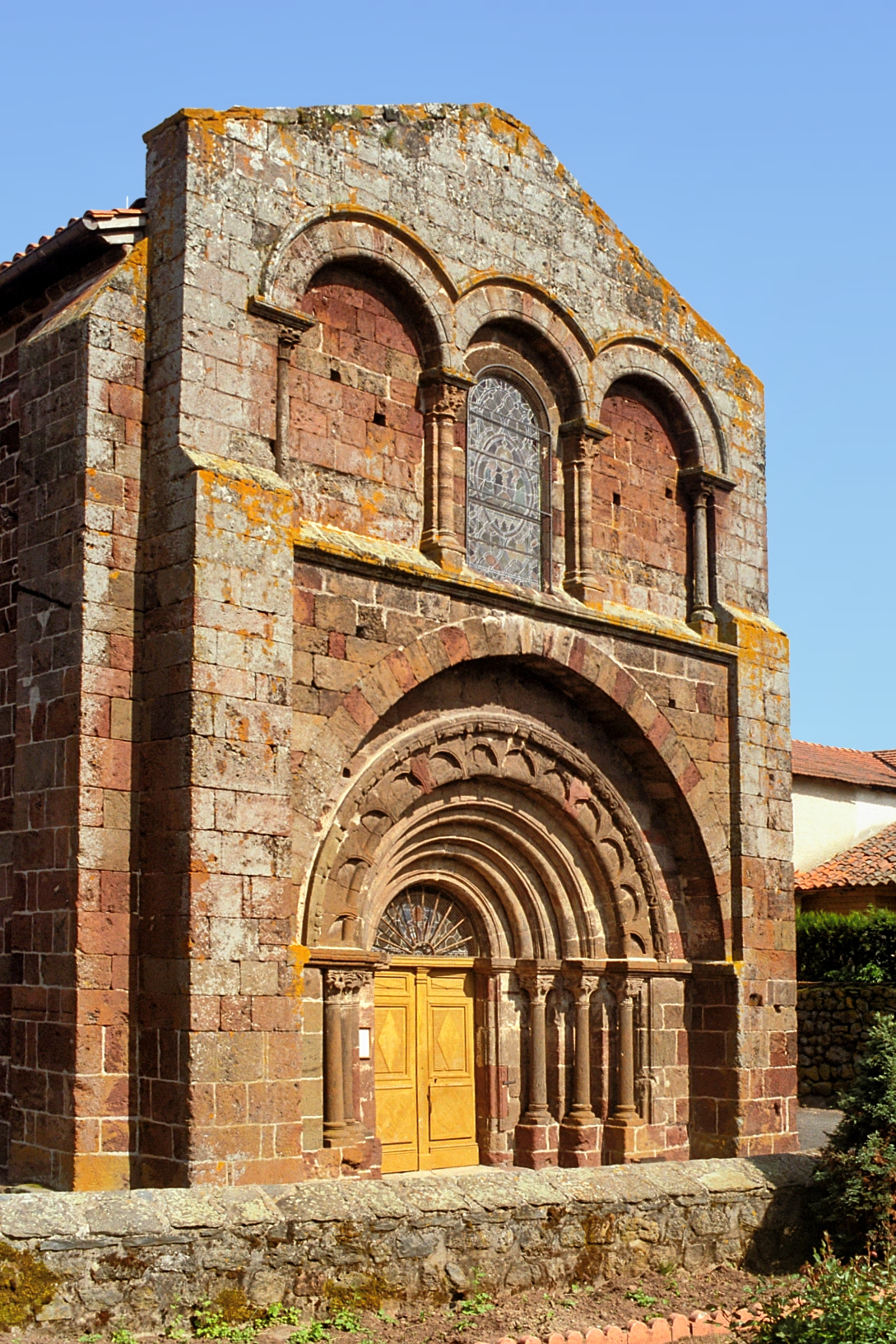
Pfarrkirche des heiligen Martial von Bains
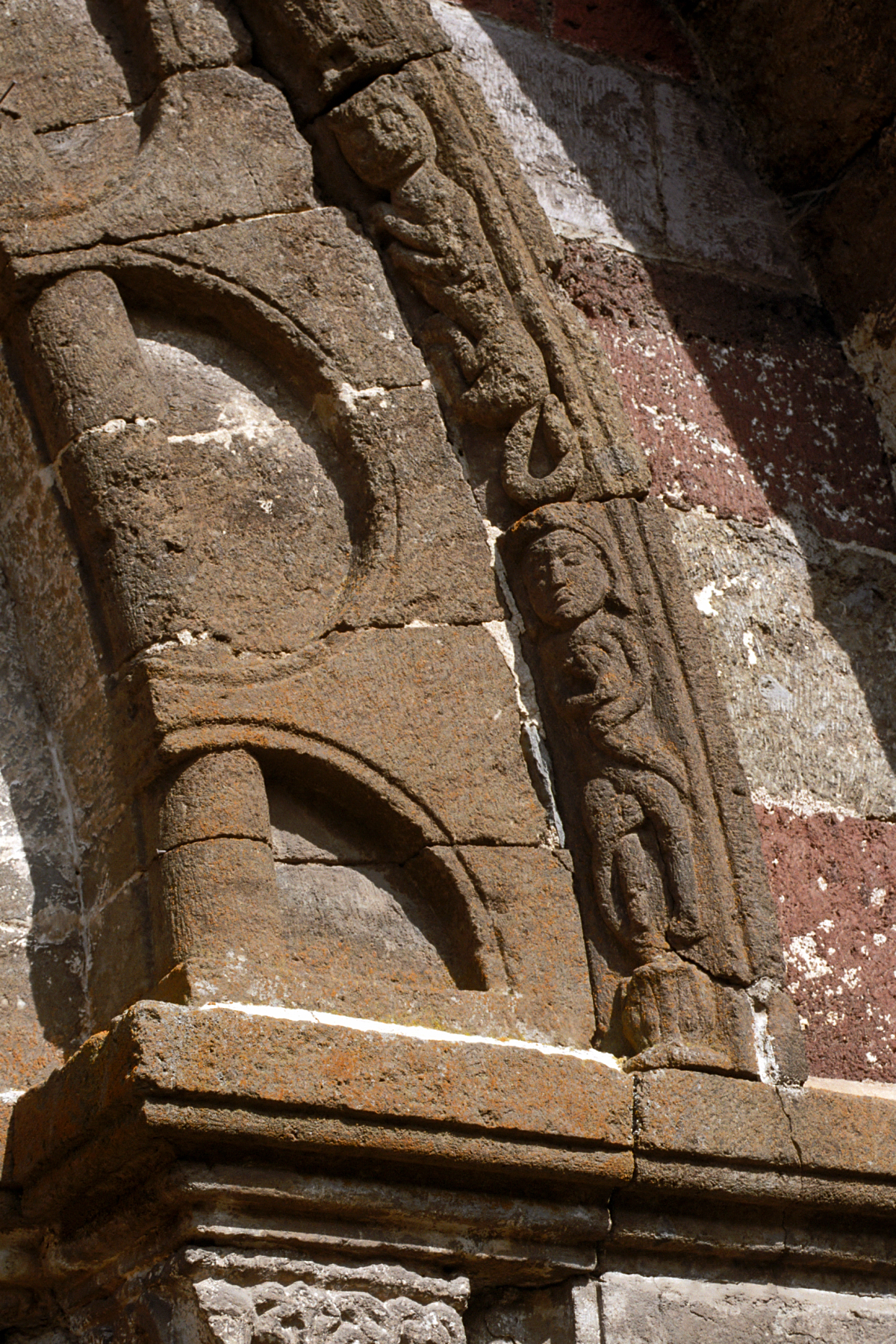
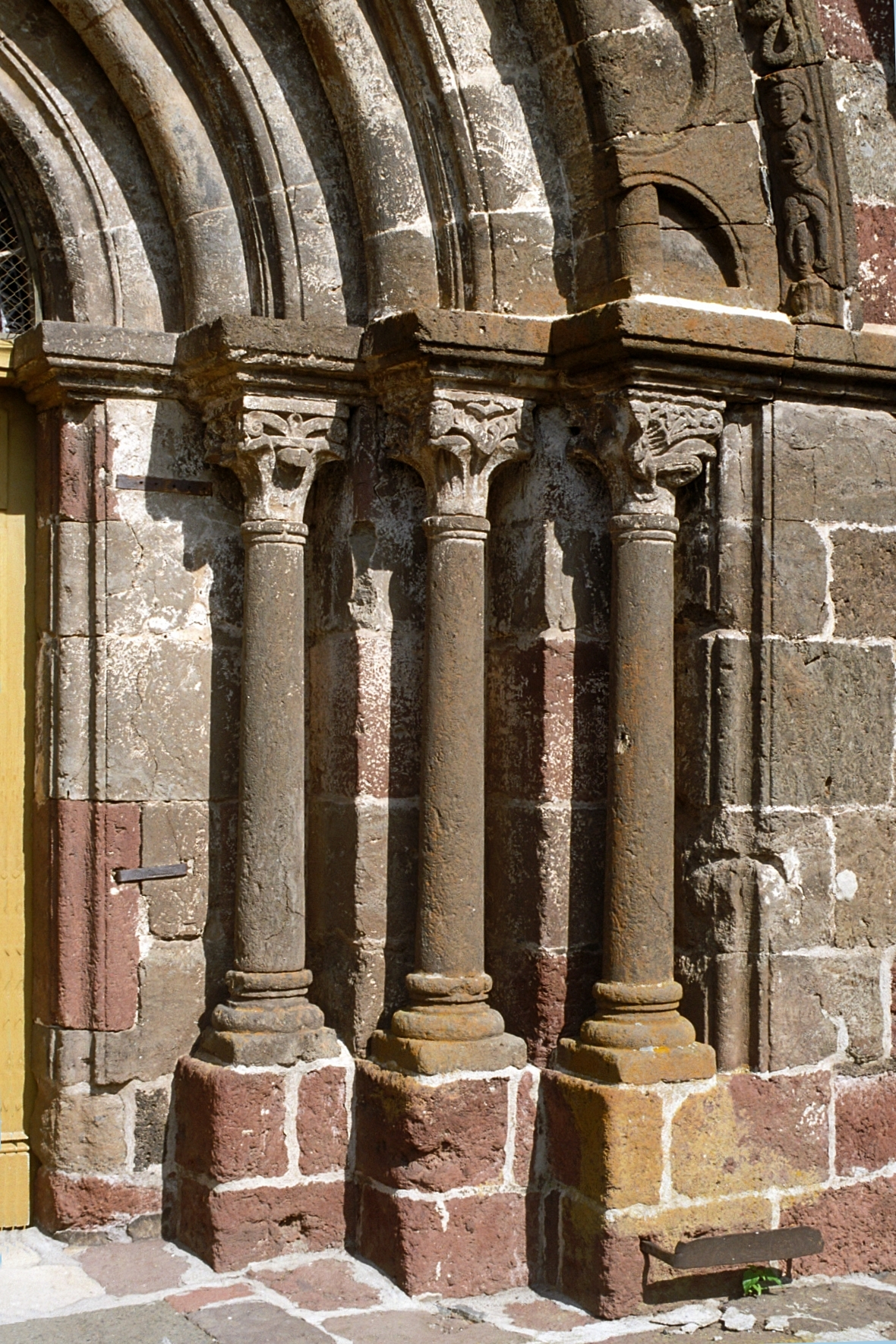

- Unweit von Bains im Ort Montbonnet befindet sich die Kapelle Saint-Roch à Montbonnet.  Diese kleine romanische Kapelle war ursprünglich St. Bonnet, später St. Jacques und schließlich St. Roch (heiliger Rochus) geweiht. Sie stammt aus dem 10. Jahrhundert und wurde mehrfach umgebaut.

## Jakobsweg (Via Podiensis)
Die Variante von Saint-Christophe-sur-Dolaizon über Bains folgt dem historischen Lauf des Jakobsweges Via Podiensis. Der ganz in der Nähe gelegene Weiler Fay wurde bereits von den Tempelrittern im Jahre 1236 erwähnt. Vor Saint-Privat-d’Allier vereinigt sich die Variante wieder mit dem  Fernwanderweg GR 65.